# クリテリウム・アンテルナシオナル (競馬のレース)
クリテリウム・アンテルナシオナル（Critérium International）は、フランス・ギャロが施行するパリロンシャン競馬場の1600メートルで施行される競馬のG1競走である。2歳牡馬牝馬が出走できる。
クリテリウムインターナショナル、クリテリウム国際などと訳される事もある。
かつて同名のレースが1893年から1910年まで1100メートルの距離で行われていた。フランスの四冠馬パース（Perth）や三冠牝馬セメンドリア（Semendria）などが勝ち馬に名を連ねている。

## 歴史
- 1893年 - ロンシャン競馬場で「クリテリウム国際（Critérium International）」が創設。距離1100メートルの直線走路で行われた[3]。
- 1910年 - この年を最後にクリテリウム国際の開催が終わる[3]。
- 2001年 - サンクルー競馬場のG1競走として改めて創設。
- 2015年 - 施行距離を1400mに変更[4]。
- 2017年 - フランス政府による財政支援削減に対する抗議行動として、開催が中止された[5]。
- 2018年 - 施行場をパリロンシャン競馬場に移す予定であったが[6]、シャンティイ競馬場で代替開催される。
- 2020年 - 施行距離を1600mに変更。

## 歴代優勝馬
| 回     | 施行日         | 調教国・優勝馬   | 性齢     | タイム   | 優勝騎手       | 管理調教師               |
| ------ | -------------- | ---------------- | -------- | -------- | -------------- | ------------------------ |
| 第1回  | 2001年11月3日  | Act One          | 牡2      | 1:47.10  | T.ジレ         | J.ピース                 |
| 第2回  | 2002年11月2日  | Dalakhani        | 牡2      | 1:52.00  | C.スミヨン     | A.ド・ロワイエ＝デュプレ |
| 第3回  | 2003年11月8日  | Bago             | 牡2      | 1:47.00  | T.ジレ         | J.ピース                 |
| 第4回  | 2004年10月31日 | Helios Quercus   | 牡2      | 1:45.30  | A.ルーセル     | C.ディアール             |
| 第5回  | 2005年10月30日 | Carlotamix       | 牡2      | 1:45.40  | C.スミヨン     | A.ファーブル             |
| 第6回  | 2006年10月29日 | Mount Nelson     | 牡2      | 1:41.30  | S.ヘファーナン | A.P.オブライエン         |
| 第7回  | 2007年11月1日  | Thewayyouare     | 牡2      | 1:45.30  | S.パスキエ     | A.ファーブル             |
| 第8回  | 2008年11月2日  | Zafisio          | 牡2      | 1:46.10  | D.ブフ         | P.ブロックリー           |
| 第9回  | 2009年11月1日  | Jan Vermeer      | 牡2      | 1:45.60  | C.オドノヒュー | A.P.オブライエン         |
| 第10回 | 2010年10月31日 | Roderic O'Connor | 牡2      | 1:45.70  | J.ムルタ       | A.P.オブライエン         |
| 第11回 | 2011年10月30日 | French Fifteen   | 牡2      | 1:43.50  | T.テュリエ     | N.クレマン               |
| 第12回 | 2012年11月1日  | Loch Garman      | 牡2      | 1:52.70  | K.Manning      | J.Bolger                 |
| 第13回 | 2013年11月1日  | Ectot            | 牡2      | 1:50.93  | G.ブノワ       | E.ルルーシュ             |
| 第14回 | 2014年10月30日 | Vert De Grece    | 牡2      | 1:43.16  | U.リスポリ     | R.Varian                 |
| 第15回 | 2015年11月1日  | Johannes Vermeer | 牡2      | 1:30.15  | R.ムーア       | A.P.オブライエン         |
| 第16回 | 2016年10月30日 | Thunder Snow     | 牡2      | 1:28.20  | C.スミヨン     | S.ビン・スルール         |
| 第17回 | 2017年10月29日 | 開催中止         | 開催中止 | 開催中止 | 開催中止       | 開催中止                 |
| 第18回 | 2018年10月28日 | Royal Meeting    | 牡2      | 1:27.19  | C.スミヨン     | S.ビン・スルール         |
| 第19回 | 2019年10月27日 | Alson            | 牡2      | 1:28.61  | L.デットーリ   | J-P.Carvalho             |
| 第20回 | 2020年10月24日 | Van Gogh         | 牡2      | 1:48.31  | P.ブドー       | A.P.オブライエン         |
| 第21回 | 2021年10月23日 | Angel Bleu       | 牡2      | 1:44.40  | L.デットーリ   | R.ベケット               |
| 第22回 | 2022年10月22日 | Proud And Regal  | 牡2      | 1:51.34  | G.ライアン     | D.オブライエン           |
| 第23回 | 2023年10月22日 | Sunway           | 牡2      | 1:46.32  | O.マーフィー   | D.ムニュイジエ           |
| 第24回 | 2024年10月27日 | Twain            | 牡2      | 1:46.31  | R.ムーア       | A.P.オブライエン         |